# 波利齊 (瓦拉什區)
51°15′52″N 26°4′6″E / 51.26444°N 26.06833°E

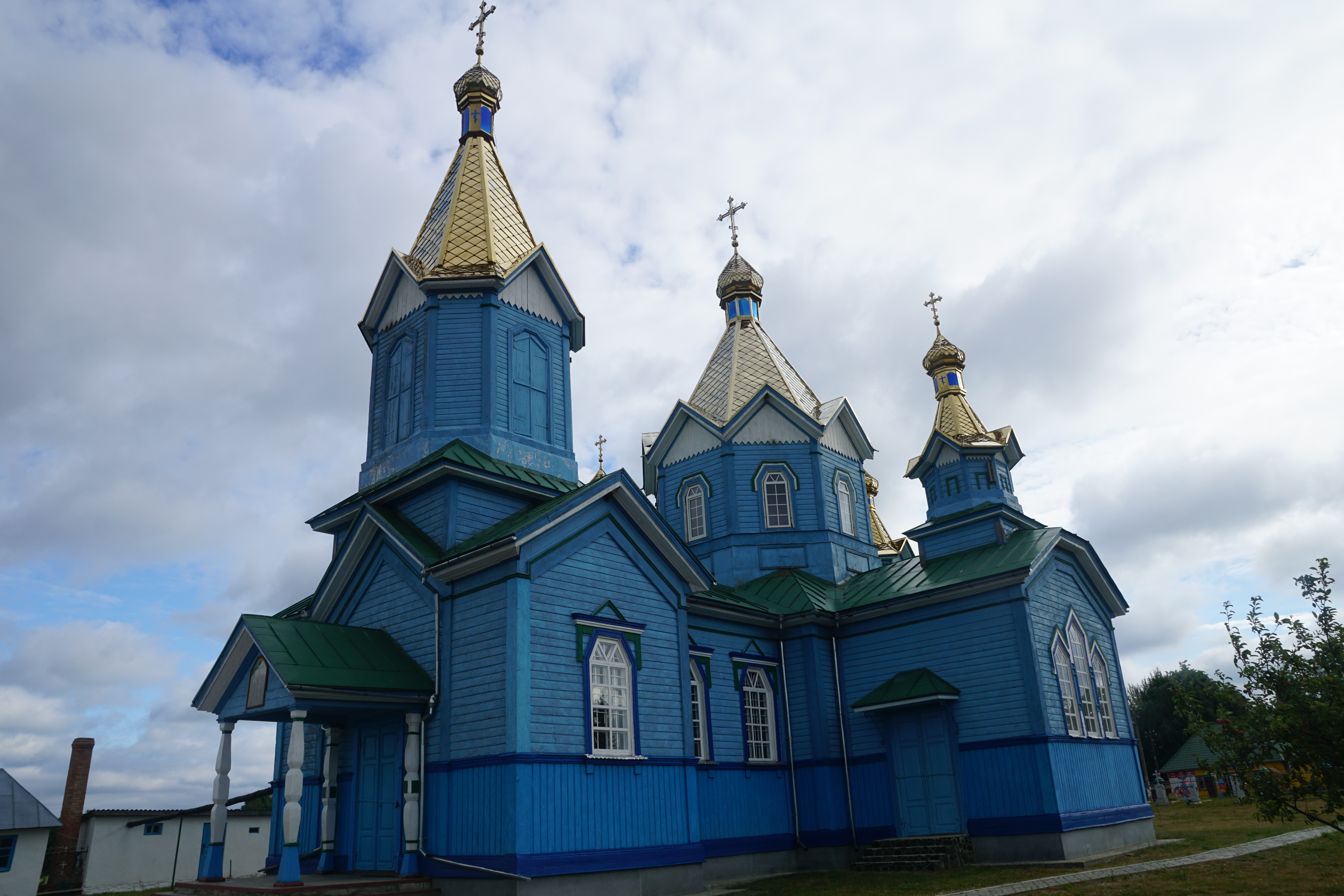
教堂

波利齊（烏克蘭語：Полиці），是烏克蘭西北部羅夫諾州瓦拉什区波利齐市镇内的村落及其行政中心。始建於1629年，面積35.5平方公里，海拔高度174米，2025年人口1,279，人口密度每平方公里36人。